# 로저 마이어슨
로저 브루스 마이어슨(Roger Bruce Myerson, 1951년 3월 29일~)은 미국의 경제학자이다. 레오니트 후르비치, 에릭 매스킨 등과 함께 2007년 노벨 경제학상을 공동 수상했다.

## 공헌
마이어슨의 가장 유명한 논문은 1981년 Mathematical Operation Research에 실린 "Optimal Auction Deisgn"이다. 메커니즘 디자인 이론에서 가장 중요한 현시이론(Revelation Principle)을 시작으로 전개되는 이 논문은 현재까지 2,000회 이상 인용되었다(2010년 10월 현재 2282회). 이 논문의 가장 큰 영향력은 경매 제도가 판매자에게 가장 많은 기대 이윤을 주는지를 분석하는 부분이며, 이 분석에 사용된 기법은 이후 Optimal Mechanism Design 문제에 기본적인 도구로 자리 잡았다.

## 같이 보기
- 레오니트 후르비치
- 에릭 매스킨